# Cui Xiaotong
Cui Xiaotong (en chino: 崔晓桐; 21 de noviembre de 1994) es una deportista china que compite en remo.
Participó en los Juegos Olímpicos de Tokio 2020, obteniendo una medalla de oro en la prueba de cuatro scull. Ganó cuatro medallas en el Campeonato Mundial de Remo entre los años 2014 y 2023.

## Palmarés internacional
| Juegos Olímpicos   | Juegos Olímpicos         | Juegos Olímpicos  | Juegos Olímpicos |
| Año                | Lugar                    | Medalla           | Prueba           |
| ------------------ | ------------------------ | ----------------- | ---------------- |
| 2020               | Tokio (Japón)            | Medalla de oro    | Cuatro scull     |
| Campeonato Mundial |                          |                   |                  |
| Año                | Lugar                    | Medalla           | Prueba           |
| 2014               | Ámsterdam (Países Bajos) | Medalla de bronce | Ocho con timonel |
| 2019               | Ottensheim (Austria)     | Medalla de oro    | Cuatro scull     |
| 2022               | Račice (República Checa) | Medalla de oro    | Cuatro scull     |
| 2023               | Belgrado (Serbia)        | Medalla de bronce | Cuatro scull     |